# Liên họ Cá vược
Liên họ Cá vược (danh pháp khoa học: Percoidea) là một liên họ của Bộ Cá vược Perciformes. Liên họ bao gồm tổng cộng 3.374 loài.

## Các chi
Percoidesa được phân ra thành các nhóm:
- Percoidea 
  - Centropomidae
  - Latidae
  - Gerreidae (Cá móm)
  - Centrogenyidae
  - Perciliidae
  - Howellidae
  - Acropomatidae
  - Epigonidae
  - Polyprionidae
  - Lateolabracidae (Cá vược Nhật Bản)
  - Mullidae (Cá phèn)
  - Glaucosomatidae (Cá lá rau)
  - Pempheridae
  - Oplegnathidae
  - Kuhliidae
  - Leptobramidae
  - Bathyclupeidae
  - Polynemidae (Cá vây tua)
  - Toxotidae (Cá mang rổ)
  - Arripidae (Cá hồi Úc)
  - Dichistiidae
  - Kyphosidae (Cá dầm)
  - Terapontidae (Cá căng)
  - Percichthyidae
  - Sinipercidae
  - Enoplosidae
  - Pentacerotidae
  - Dinopercidae
  - Banjosiidae
  - Centrarchidae (Cá Thái dương)
  - Serranidae (Cá mú)
  - Percidae (Cá vược)
  - Lactariidae (Cá vạng mỡ)
  - Dinolestidae
  - Scombropidae
  - Pomatomidae
  - Bramidae (Cá vền biển)
  - Caristiidae